# Leif Gabrielsen
Leif Gabrielsen (* 7. prosince 1942) je norský fotograf, vyrůstal v Troms a Finnmark, nyní (2019) působí v Oslu.

## Životopis
Vystudoval Fotoskolan ve Stockholmu a pracoval jako fotograf v norské rozhlasové a televizní společnosti NRK a v Klassekampen.
Od roku 1985 pracoval na volné noze, jako divadelní fotograf, pracoval mimo jiné pro národní divadlo, Det norske teatret, Oslo nye Teater a Den Nationale Scene.
Má za sebou několik fotografií projektu a výstavy. Gabrielsenovy fotografie jsou součástí sbírek Norsk kulturråd a Národního Muzea umění, architektury a designu.

## Výstavy
- 1968	Vadsø- a Kirkenes Kunstforening
- 1969	Honningsvåg Sommergalleri
- 1972	Festspillene i Nord-Norge
- 1983	Oslo rådhus
- 1986	Galleri Holmenbukta
- 1988	Stockholm Kulturhus, Prosjekt Karl Johan
- 2002	Nordkappmuseet, Honningsvåg
- 2004	Galleri Hafslund Hovedgård, Identitet
- 2009	Henie Onstad Kunstsenter
- 2010	Samfunnshuset Øvre Årdal
- 2011	Sogn og Fjordane Kunstmuseum, Førde
- 2012	Samisk Kunstnersenter, Karasjok
- 2018	Samisk Senter for Samtidskunst, Karasjok